# LGA 3647
LGA 3647 (Socket P) — роз'єм мікропроцесорів компанії Intel, який використовується з серверними процесорами Xeon Phi x200 («Knights Landing») та серіями процесорів Skylake-EX та Skylake-SP («Xeon Purley»)
Сокет підтримує шести-канальний контроллер оперативної пам'яті типу DDR4, енергонезалежні банки пам'яті з технологією 3D XPoint, нову технологію Intel UltraPath Interconnect (UPI), що заміняє інтерконектори QuickPath Interconnect та 100G Omni-Path.